# Camil Oliveras i Gensana
Camil Oliveras i Gensana   (Figueres, 1840 - Barcelona, 1898) va ser un arquitecte català.

## Biografia
Era fill de Francesc Oliveras i Maria Gensana, i l'any 1871 es va casar amb Amàlia Dodero.
El 1869 es va titular com a mestre d'obres, i el 1877 com a arquitecte, i des d'aquest any fou arquitecte provincial de la Diputació de Barcelona. Juntament amb Domènech i Montaner i Josep Vilaseca, va formar part de la primera generació d'arquitectes modernistes catalans.
Morí de tuberculosi a l'edat de 58 anys.

## Obres
Les seves obres més importants a Barcelona són:
- Església del Sagrat Cor de Jesús (1883-1885), en col·laboració amb Joan Martorell i Montells.[2]
- Casa de Maternitat (1889-1898), on emprà com a materials bàsics el maó vist i la ceràmica policroma.